# Sunjong av Korea
Sunjong av Korea, född 1874, död 1926, var en koreansk monark. Han var koreansk kejsare 1907–1910 och titulärkejsare under Japan 1910–1926. Sunjong blev kejsare då japanerna avsatte hans far 1907. Efter den japanska annekteringen av Korea 1910 hölls han isolerad i Changdeokpalatset i Seoul.

## Biografi
Sunjong var son till kung Gojong av Korea och Min Myongsong.
Sunjong utsattes under sin barndom för ett förgiftningsförsök. Han överlevde mordförsöket, men det påverkade hans mentala hälsa och gjorde honom infertil. 1910 blev Korea en japansk koloni. Enligt officiell japansk doktrin fick Koreas kungahus status som en del av det japanska kejsarhuset och behandlades med formell respekt.
Japan tillämpade en assimileringspolitik i Korea, och använde medlemmarna i Koreas kungahus för att illustrera unionen mellan Japan och Korea genom visa upp dem inför kolonial press vid offentliga ceremonier till ära för japanska högtider där de visade sig med den japanska administrationens representanter. Sunjong gjorde övervakade rundturer i Korea i sällskap av japanska myndigheter för att demonstrera enighet mellan Korea och Japan. Han gjorde 1917 ett besök hos Japans kejsare.
Han fick agera förebild för Japans strävan att modernisera Korea och samtidigt utplåna den koreanska kulturen, så som då de japanska myndigheterna fick honom att avstå från traditionell koreansk frisyr och klädedräkt för att i stället klippa sitt hår och bära västerländska kläder offentligt, som en förebild för övriga koreaner. Förutom denna övervakade representation i japansk tjänst hölls han isolerad i Changdeokgung, för att undvika att han blev en symbol för koreanska självständighetssträvanden.
Han var gift med först Sunmyeong och därefter med Sunjeong. Han hade inga barn.

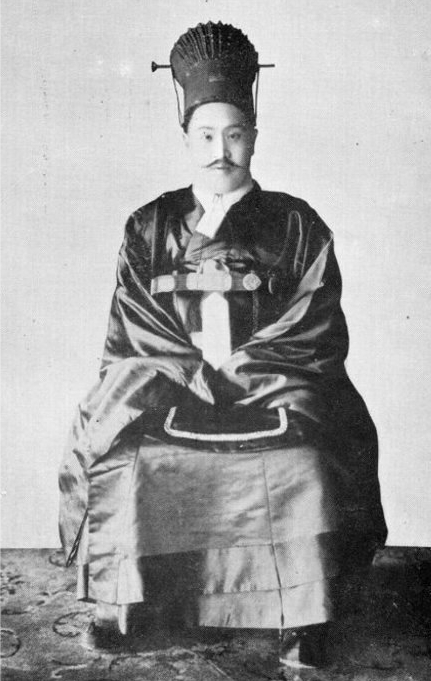
Sunjong av Korea
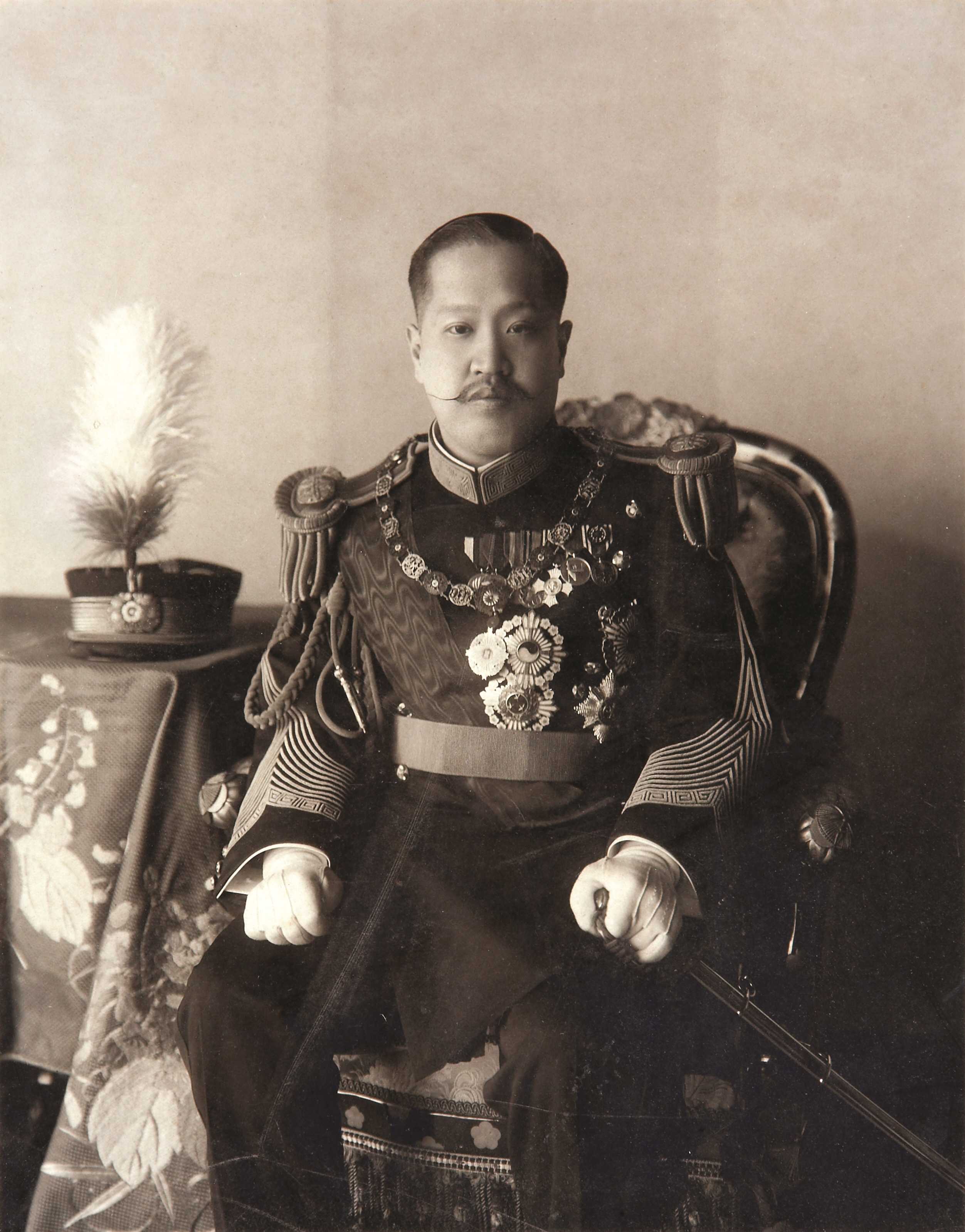
vänster